# Гелдерлоос, Питер
Питер Гелдерлоос (англ. Peter Gelderloos) — анархист, писатель из города Гаррисонберг, штат Вирджиния (США). Родился в Морристауне, Нью-Джерси; позже жил в Токио, Япония; Сеуле, Корея; Вене, штат Вирджиния, США; Ташкенте, Узбекистан. Питер изучал литературу, иностранные языки и антропологию в университете Джеймса Мэдисона в Гаррисонберге, но не окончил образование. С этого момента пишет эссе и статьи которые публикуются в местных и международных активистских изданиях. Автор нескольких книг.
Сотрудничал с организацией Anti-Capitalist Convergence в рамках антивоенных протестов S29 в Вашингтоне, США. Был участником акций протеста анти-ВЭФ в роли демонстранта и журналиста. Участвовал в студенческом самоуправлении, активно сотрудничал с объединением студентов United Students Against Sweatshops и Обществом прав человека Узбекистана. Сыграл важную роль в организации акций Food not bombs и в формировании 181 Collective Space, анархистского центра в Гаррисонберге.
Является одним из основателей сайта Signal Fire Архивная копия от 1 июля 2011 на Wayback Machine.
Широкую известность получил благодаря книге «Как ненасилие защищает государство» (англ. How Nonviolence Protects the State).

## To Get to the Other Side
Книга To Get to the Other Side представляет собой путевой дневник автора, рассказывающий о анархистских движениях Европы. Дневник был составлен в ходе путешествия автора по Европе в начале 2000-х. Автор побывал в Норвегии, Дании, Германии, Голландии, Чехии, Украине, России, Румынии, Греции, Италии, Франции и Испании. Большую часть пути автор проделал на велосипеде. Книга содержит небольшие рассказы об активистах и движениях в странах, которые автор посетил в процессе своего путешествия.

## Аресты
Гелдерлоос был арестован в 2001 году во время протестной акции в Джорджии, в Институте западного полушария по сотрудничеству в сфере безопасности (известном также как Школа Америк) — вызывающем полемику заведении, тренирующем американских и южноамериканских солдат и полицейских. Он был заключен в тюрьму в 2002 году сроком на 6 месяцев.
В мае 2007 года Гелдерлоос был арестован в Испании и обвинён в организации беспорядков и несанкционированную демонстрацию во время акции протеста сквоттеров. Обвинение требовало заключения Гелдерлооса сроком на 3,5 года. Полиция обвиняла его в организации протестов. Это обвинение Гелдерлоос позже назвал «достаточно абсурдным». Его семья утверждала, что будет невозможно добиться справедливого суда в Испании, цитируя утверждение судьи, который заявил, что «США должны упрятать его в Гуантанамо за то, что он совершил». После того, как делу придали международную огласку, наказание было смягчено. В марте 2009 года обвинение было признано безосновательным, и Гелдерлоос с товарищем Ксавьером Мазасом были оправданы и освобождены.

## Список источников
1. ↑  Library of Congress Authorities (англ.) — Library of Congress.
2. 1 2  Katalog der Deutschen Nationalbibliothek (нем.)
3. ↑  Community Activism: The 181 Collective Space, Harrisonburg — Infoshop News. Дата обращения: 3 июля 2011. Архивировано 26 ноября 2021 года.
4. ↑  Peter Gelderloos | SOA Watch: Close the School of the Americas. Дата обращения: 3 июля 2011. Архивировано 13 апреля 2011 года.
5. ↑  To Get to the Other Side. Дата обращения: 3 июля 2011. Архивировано из оригинала 19 января 2021 года.
6. ↑  Gelderloos’s profile Архивная копия от 9 апреля 2010 на Wayback Machine, SOA Watch
7. ↑  Barakat, Matthew. Northern Va. anarchist facing criminal charges in Spain (недоступная ссылка), Associated Press.
8. ↑  Support Peter Gelderloos! на Myspace. Дата обращения: 3 июля 2011. Архивировано 6 июля 2008 года.
9. ↑  Barakat, Matthew. US anarchist acquitted in Spain fights deportation, Associated Press.

## Дальнейшее чтение
- Гелдерлоос П. Анархия работает Архивная копия от 9 марта 2016 на Wayback Machine
- Гелдерлоос П. Консенсус: принятие решений в свободном обществе Архивная копия от 9 октября 2017 на Wayback Machine
- Гелдерлоос П. Как ненасилие защищает государство Архивная копия от 28 августа 2018 на Wayback Machine
- Gelderloos, Peter. Insurrection v.s. Organization: Reflections from Greece on a Pointless Schism. Infoshop.org (April 2007)
- Gelderloos, Peter. My Arrest in Spain: The Easy Road from Tourism to Terrorism. CounterPunch (May 2007).
- Gelderloos, Peter. Arms and the Movement. Utne Reader (June 2007).
- Gelderloos, Peter. A Critical History of Harrisonburg Food Not Bombs Архивная копия от 26 июля 2011 на Wayback Machine
- Gelderloos, Peter. More Wood for the Fire: Capitalist Solutions for Global Warming
- Gelderloos, Peter To Get to the Other Side Архивная копия от 8 декабря 2013 на Wayback Machine (полный текст книги) (англ.)
- Gelderloos, Peter Essays and Short Stories Архивная копия от 8 декабря 2013 на Wayback Machine — эссе и рассказы (англ.)

## Дополнительные ссылки
- Interview with Last Hours Zine
- To Get to the Other Side Архивная копия от 19 января 2021 на Wayback Machine